# Denis Tapsoba
Denis Martin Tapsoba MAfr (* 6. Juli 1916 in Ouagadougou, Obervolta (seit 1984 Burkina Faso); † 13. März 2008 ebenda) war ein burkinischer Ordensgeistlicher und römisch-katholischer Bischof von Ouahigouya.

## Leben
Denis Tapsoba trat der Ordensgemeinschaft der Weißen Väter bei und empfing am 6. Mai 1944 die Priesterweihe.
Am 15. März 1966 wurde er von Papst Paul VI. zum Bischof von Ouahigouya ernannt. Die Bischofsweihe spendete ihm der Erzbischof von Wien und damalige Präsident des Sekretariats der Nicht-Gläubigen, Franz Kardinal König, am 16. Oktober 1966; Mitkonsekratoren waren Franz Jachym, Weihbischof in Wien, und Julius Angerhausen, Weihbischof in Essen.
Am 8. November 1984 nahm Papst Johannes Paul II. seinen vorzeitigen Rücktritt an.

## Wirken
Tapsoba und Bruno Buchwieser junior, Präsident der Österreichischen Jungarbeiterbewegung und langjähriger Generalkonsul von Burkina Faso in Österreich, engagierten sich bereits in den 1960er Jahren für Beziehungen zwischen Österreich und dem früheren Obervolta.
Zusammen mit Pater Alain Gayé von den Afrikamissionaren (Weiße Väter) gründete er 1967 die Kongregation der Schwestern von „Notre Dame du Lac Bam“.